# The Battle Rages On
Az 1993-ban megjelent The Battle Rages On a Deep Purple tizennegyedik stúdióalbuma.
Az albumot az együttes "klasszikus" második felállása (Mk II.) készítette, miután másodjára összeálltak (először az 1984-es Perfect Strangers album idején). Az előző énekes Joe Lynn Turner az albumot "The Cattle Grazes On"-nak nevezte (a csorda legel tovább), utalva arra, hogy az album hangzása sokkal keményebb lett volna eredetileg, de a helyére visszatérő Ian Gillan átdolgozta jó részét. 

## Az album dalai
1. The Battle Rages On (Ritchie Blackmore, Ian Gillan, Roger Glover, Jon Lord, Ian Paice) – 5:55
2. Lick It Up (Blackmore, Gillan, Glover) – 3:59
3. Anya (Blackmore, Gillan, Glover, Lord) – 6:31
4. Talk About Love (Blackmore, Gillan, Glover) – 4:07
5. Time to Kill (Blackmore, Gillan, Glover) – 5:48
6. Ramshackle Man (Blackmore, Gillan, Glover) – 5:33
7. A Twist in the Tale (Blackmore, Gillan, Glover) – 4:16
8. Nasty Piece of Work (Blackmore, Gillan, Glover, Lord) – 4:35
9. Solitaire (Blackmore, Gillan, Glover) – 4:41
10. One Man's Meat (Blackmore, Gillan, Glover) – 4:38

## Közreműködők
- Ian Gillan – vokál
- Ritchie Blackmore – szólógitár
- Jon Lord – billentyűk
- Roger Glover – basszusgitár
- Ian Paice – dob